# Rickson van Hees
Rickson van Hees (Glendale, 21 juni 2002) is een Amerikaans-Nederlands voetballer die doorgaans als rechtervleugelverdediger speelt en onder contract staat bij FC Utrecht. Van Hees heeft een Nederlandse vader en een Mexicaanse moeder.

## Clubcarrière
Van Hees speelde vanaf 2010 in de jeugd van Amerikaanse SC del Sol in Phoenix. Vervolgens vertrok hij in 2015 naar de jeugdopleiding van Vitesse. Via RKVV Emplina belandde Van Hees in 2018 in de jeugdopleiding van N.E.C., waar hij in 2019 een profcontract tekende. Hij werd daarmee aan de club verbonden tot aan de zomer van 2021 met een optie tot een extra seizoen. Nadat Van Hees te horen kreeg niet te hoeven rekenen op een vernieuwd contract, maakte hij in april 2021 de terugkeer naar Amerika. Daar tekende hij een eenjarig contract bij North Texas SC, het reserveteam van FC Dallas. Na enkele wedstrijden bij de wedstrijdselectie te hebben gezeten, maakte Van Hees op 27 juni 2023 zijn debuut in de wedstrijd tegen New England Revolution II. Na 83 minuten betrad hij het veld.
Enkele tijd later werd in augustus 2021 zijn contract in overeenstemming ontbonden, waarna hij de overstap naar FC Twente/Heracles Almelo onder 21, onderdeel van de regionale jeugdopleiding van FC Twente en Heracles Almelo, maakte. Medio 2023 liep Van Hees enkele weken stage bij Jong FC Utrecht, waarna hij in juli van datzelfde jaar een contract ondertekende tot de zomer van 2024. Daarin werd eveneens een optie voor een extra seizoen opgenomen. Vervolgens debuteerde hij voor de beloftenploeg op 14 augustus 2023 tegen Jong AZ (1–0 verlies).
Onder leiding van de begin september 2023 aangestelde trainer Ron Jans, zat Van Hees op 6 oktober 2023 voor het eerst bij de wedstrijdselectie van het eerste elftal. Op 12 oktober 2023 speelde het eerste elftal van FC Utrecht tijdens een interlandperiode een oefenwedstrijd tegen N.E.C. (1–2 winst), waarbij Van Hees na 55 minuten zijn officieuze debuut mocht maken. Eind december 2024 raakte Van Hees in de wedstrijd van Jong FC Utrecht tegen Helmond Sport (3–1 winst) geblesseerd aan zijn knie. Een operatie en een revalidatie van meerdere maanden volgden. Tot aan het moment van zijn blessure was Van Hees aanvoerder van Jong FC Utrecht.

## Clubstatistieken

### Beloften
| Seizoen                  | Club            | Competitie      | Competitie | Competitie | Overig | Overig | Totaal | Totaal |
| Seizoen                  | Club            | Competitie      | Wed.       | Dlp.       | Wed.   | Dlp.   | Wed.   | Dlp.   |
| ------------------------ | --------------- | --------------- | ---------- | ---------- | ------ | ------ | ------ | ------ |
| 2021                     | North Texas SC  | USL League One  | 1          | 0          | 0      | 0      | 1      | 0      |
| 2023/24                  | Jong FC Utrecht | Eerste divisie  | 8          | 0          | 0      | 0      | 8      | 0      |
| 2024/25                  | Jong FC Utrecht | Eerste divisie  | 15         | 0          | 0      | 0      | 15     | 0      |
| Carrière totaal          | Carrière totaal | Carrière totaal | 24         | 0          | 0      | 0      | 24     | 0      |
| Bijgewerkt op 3 mei 2025 |                 |                 |            |            |        |        |        |        |

### Senioren
| Seizoen                  | Club            | Competitie      | Competitie | Competitie | Beker | Beker | Europees | Europees | Overig | Overig | Totaal | Totaal |
| Seizoen                  | Club            | Competitie      | Wed.       | Dlp.       | Wed.  | Dlp.  | Wed.     | Dlp.     | Wed.   | Dlp.   | Wed.   | Dlp.   |
| ------------------------ | --------------- | --------------- | ---------- | ---------- | ----- | ----- | -------- | -------- | ------ | ------ | ------ | ------ |
| 2023/24                  | FC Utrecht      | Eredivisie      | 0          | 0          | 0     | 0     | –        | –        | 0      | 0      | 0      | 0      |
| 2024/25                  | FC Utrecht      | Eredivisie      | 0          | 0          | 0     | 0     | –        | –        | 0      | 0      | 0      | 0      |
| Carrière totaal          | Carrière totaal | Carrière totaal | 0          | 0          | 0     | 0     | –        | –        | 0      | 0      | 0      | 0      |
| Bijgewerkt op 3 mei 2025 |                 |                 |            |            |       |       |          |          |        |        |        |        |

## Interlandcarrière
Van Hees bezit zowel de Nederlandse als Amerikaanse nationaliteit. Hij werd na aan een trainingskamp in Amerika al eens geselecteerd voor de Verenigde Staten onder 17. Maar zijn debuut volgde eind 2019 in een klein vriendschappelijk toernooi in Florida.